# Демократический и социалистический союз сопротивления
Демократический и социалистический союз сопротивления (фр. Union démocratique et socialiste de la Résistance, UDSR) — французская политическая партия, основанная после освобождения Франции от немецкой оккупации. Это была слабо организованная «кадровая партия» без массового членства. Её идеология была расплывчатой и включала широкий спектр различных политических убеждений, и её по-разному описывали как левоцентристскую, центристскую, правоцентристскую и даже консервативную. Она была решительно антикоммунистической и связана с массовым антикоммунистическим движением «Мир и свобода». UDSR была одним из основателей Либерального Интернационала в 1947 году.

## История
Партия Демократический и социалистический союз сопротивления была основана в 1945 году некоммунистическим большинством Движения национального освобождения, крупной сети Сопротивления. Основатели хотели создать французскую рабочую партию, которая объединила бы некоммунистических членов французского Сопротивления. Однако этот план был сорван возрождением Французской секции Рабочего Интернационала (SFIO), появлением христианско-демократической партии Народно-республиканское движение (MRP) и созданием голлистского Объединения французского народа (RPF). Затем UDSR объединилась с Радикальной партией, которая была в правительстве в течение большей части Третьей республики, в рамках Объединения левых республиканцев (RGR), которое позиционировало себя как альтернативу трёхпартийному альянсу между SFIO, MRP и Французской коммунистической партией (PCF).
После майского кризиса 1947 года, во время которого вице-премьер-коммунист Морис Торез и четыре других министра-коммуниста покинули правительство Поля Рамадье, UDSR приняла участие в коалиции «Третья сила», которая объединила левоцентристские и правоцентристские партии, противостоящие коммунистам с одной стороны, и голлистам с другой. На протяжении всей Четвёртой республики UDSR оставалась незначительной центристской политической партией, хотя и участвовала в различных правительствах. Её президент Рене Плевен с 1951 по 1952 год был председателем Совета министров, прежде чем его сменил Антуан Пине из CNIP. Лидерство Плевена в конечном итоге было оспорено Франсуа Миттераном, который выступал за переориентацию влево и возглавил партию в ноябре 1953 года.
В 1956 году UDSR вошла в левоцентристскую коалицию Республиканский фронт во главе с Пьером Мендесом-Франсом и Ги Молле. По итогам выборов было сформировано правительство во главе с Ги Молле, в которое вошёл Миттеран (министр юстиции). Однако два года спустя в UDSR произошёл раскол; в то время как Плевен и консервативное крыло партии одобрили приход к власти Шарля де Голля во время майского кризиса 1958 года, в разгар Алжирской войны и угроз государственного переворота, Миттеран был против, назвав голлистскую Конституцию, установившую Пятую республику, «перманентным государственным переворотом», а институты Пятой республики охарактеризовал как «недемократические» и «плебисцитарные».
UDSR просуществовал до 1964 года, когда на его базе была создана новая партия Миттерана Конвенция республиканских институтов (CIR), которая в свою очередь в 1971 году влилась в создаваемую Социалистическую партию (PS), до 2017 года бывшую главной левоцентристской партией Франции.